# Джеймс Лайтгілл
Джеймс Лайтгілл (англ. James Lighthill; 23 січня 1924 — 17 липня 1998) — британський науковець в галузі прикладної математики, який вважається піонером дослідження аероакустики.
В галузі інформатики відомий завдяки так званій доповіді Лайтгілла, в якій 1973 року дуже негативно оцінив перспективи теорії та практики штучного інтелекту.

## Життєпис
Навчався в елітному Вінчестерському коледжі та 1943 року здобув ступінь бакалавра в Триніті-коледж (Кембридж). Спеціалізувався у гідроаеромеханіці та працював в національній фізичній лабораторії. В 1946 —1959 рр. викладав прикладну математику в Манчестерському університеті. Потім, очолював Royal Aircraft Establishment у місті Фарнборо, де працював над проблемами супутникового зв'язку та пілотованих космічних апаратів. Ця робота згодом знайшла застосування в розробці надзвукового пасажирського літака Конкорд.
Був членом Лондонського королівського товариства, та 1971 року був присвячений в лицарі за заслуги перед наукою.

## Деякі праці
- Lighthill, M. J. (1952). On sound generated aerodynamically. I. General theory. Proceedings of the Royal Society A. 211 (1107): 564—587. Bibcode:1952RSPSA.211..564L. doi:10.1098/rspa.1952.0060.
- Lighthill, M. J. (1954). On sound generated aerodynamically. II. Turbulence as a source of sound. Proceedings of the Royal Society A. 222 (1148): 1—32. Bibcode:1954RSPSA.222....1L. doi:10.1098/rspa.1954.0049.
- Lighthill, M. J. (1958). Introduction to Fourier Analysis. Cambridge Monographs on Mechanics. Cambridge, UK: Cambridge University Press. ISBN 0-521-09128-4.
- Lighthill, M. J. (1958). Introduction to Fourier analysis and generalised functions. New York: Cambridge University Press. ISBN 0-521-05556-3.[14]
- Lighthill, M. J. (1960). Higher approximations in aerodynamics theory. Princeton University Press. ISBN 0-691-07976-5.
- Lighthill, M. J. (1986). An informal introduction to theoretical fluid mechanics. Oxford: Clarendon Press. ISBN 0-19-853630-5.
- Lighthill, M. J. (1987). Mathematical Biofluiddynamics. CBMS-NSF Regional Conference Series in Applied Mathematics. Society for Industrial Mathematics. ISBN 0-89871-014-6.
- Lighthill, M. J. (2001). Waves in fluids. Cambridge, UK: Cambridge University Press. ISBN 0-521-01045-4.
- Lighthill, M. J. (1997). Hussaini, M. Yousuff (ред.). Collected papers of Sir James Lighthill. Oxford: Oxford University Press. ISBN 0-19-509222-8.